# Мокшанська Вікіпедія
Мокшанська Вікіпедія (мокш. Википедие) — розділ Вікіпедії мокшанською мовою. Створена у 2007 році. Мокшанська Вікіпедія станом на 27 березня 2025 року містить 7209 статей, 10 683 зареєстрованих користувачів, 19 активних дописувачів, 3 адміністраторів
. Загальна кількість сторінок в мокшанській Вікіпедії — 22 287, редагувань — 95 993, мультимедійні файли відсутні
. Глибина (рівень розвитку мовного розділу) мокшанської Вікіпедії мала і становить 18.8 пунктів
. 

## Історія
- Квітень 2008 — створена 100-та стаття[3].
- Липень 2011 — створена 1 000-на стаття[3].